# Cortinarius praestans
Cortinarius praestans (François Simon Cordier, 1826 ex Claude Casimir Gillet, 1876), denumit în popor cortinaria uriașă sau ciuperca bufniței, este o ciupercă comestibilă din familia Cortinariaceae și de genul Cortinarius. Denumirea științifică provine din  cuvintele latine (latină cortina=văl, perdea și latină praestans=extraordinar, excelent). Acest burete coabitează, fiind un simbiont micoriza (formează micorize pe rădăcinile arborilor). În România, Basarabia și Bucovina de Nord, se dezvoltă, crescând solitar sau în grupuri mici, pe soluri calcaroase precum călduroase, în păduri de foioase erbacee, în special sub fagi, dar de asemenea sub stejari și aluni. Prin luminișuri de păduri de conifere pe lângă brazi și pini se întâlnește mult mai rar. Timpul apariției este din (iunie) iulie până în octombrie (noiembrie). Această specie este de departe cea mai mare a acestui gen.

## Istoric
Cortinarius praestans a fost identificat ca specie autonomă destul de târziu, anume de micologul francez François Simon Cordier (1797-1874) în lucrarea sa Guide de l'amateur des Champignons ou précis de l'histoire des champignons alimentaires vénéneux et employés dans les arts din 1826 sub denumirea Agaricus praestans. Compatriotul său Claude Casimir Gillet a transferat soiul la genul Cortinarius cu același epitet în volumul 3 al marii sale opere Les Hyménomycètes: Ou, Description de tous les champignons (Fungi) qui croissent en France din 1876.
Redenumiri mai recente (Cortinarius infractus Miles Joseph Berkeley, 1860, Cortinarius berkeleyi Mordecai Cubitt Cooke, 1883, Cortinarius torvus var. berkeleyi (Cooke) Émile Boudier 1905, Phlegmacium praestans (Cordier) Meinhard Michael Moser, 1953) sunt acceptate ca sinonim, dar nu aplicate.

## Descriere

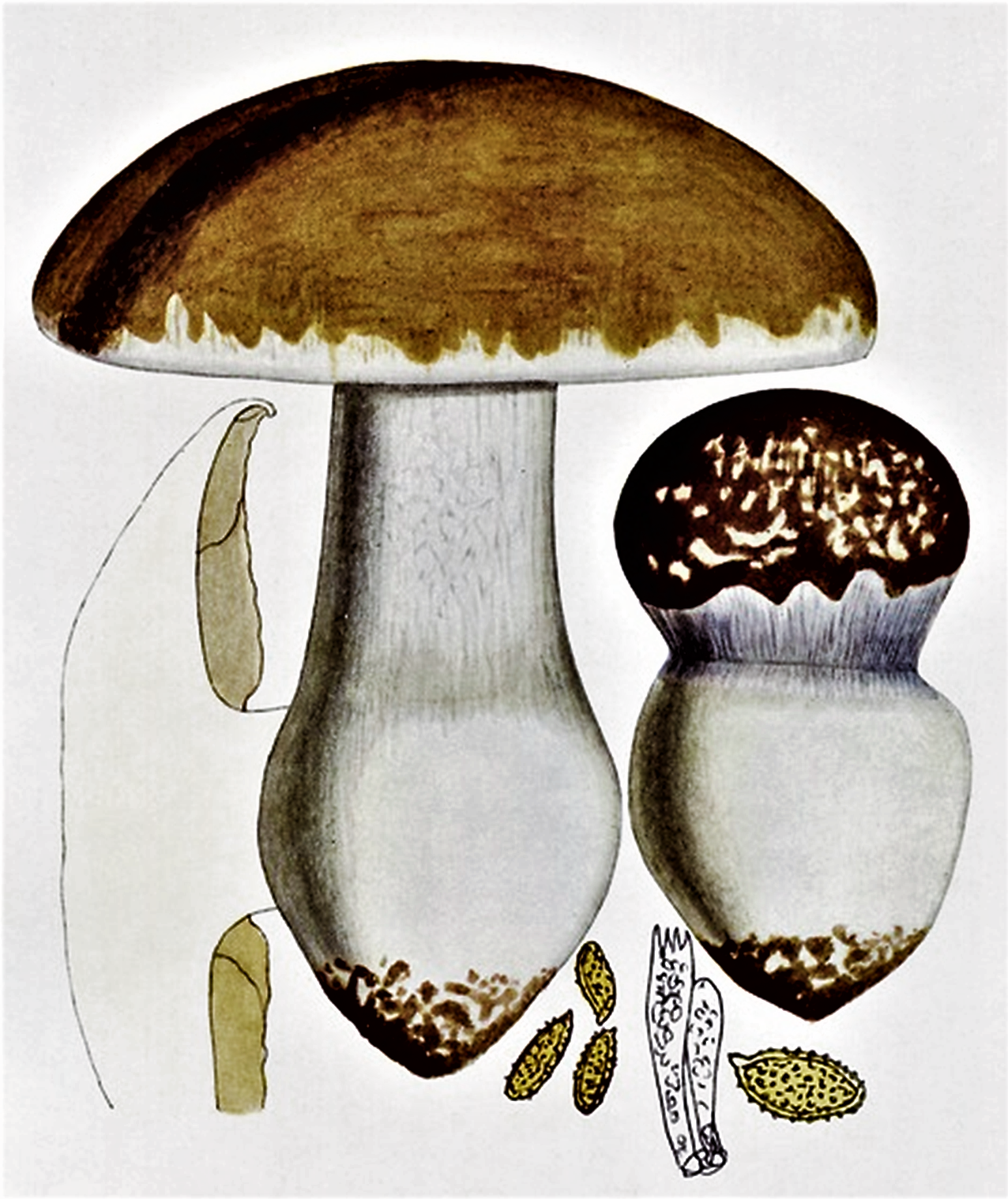
Bres.: C. praestans

- Pălăria: are un diametru între 5 și 25 (30) cm, este cărnoasă, la început boltită semisferic cu marginile răsucite spre interior, dar devine în  scurt timp convexă și apoi plată, purtând în tinerețe fragmente ale vălului parțial în formă de cortină, formată din fibre foarte fine ca păienjeniș între marginea pălăriei și piciorul. Marginea pălăriei este mai întâi flocoasă, apoi netedă, încrețită și canelată. Cuticula netedă, compactă, foarte regulată și lucioasă devenine unsuroasă pe vreme umedă. Culoarea pălăriei arată diverse tonuri de roșu-maroniu, variind până la brun, câteodată cu nuanțe de violet.
- Lamelele: stau dens, sunt destul de subțiri în comparație cu pălăria, ușor bombate și cu muchii zimțate, fiind învăluite la început de sus menționata cortină, aici de culoare alb-violetă. Coloritul este inițial alb, repede gri-gălbui, devenind  cu maturitatea ocru-maroniu.
- Piciorul:  are o lungime de 10 până 15 (20) cm și o lățime 3 până la 5 (8) cm, este foarte consistent, fibros, cu un bulb pronunțat la bază. Coloritul este albui, spre pălărie ușor palid-violet precum de culoare crem la bază.
- Carnea: este foarte compactă, fermă, albicioasă, în tinerețe cu tonuri violacee, cu miros aproape imperceptibil și gust dulceag. Reacții chimice nu sunt cunoscute.
- Caracteristici microscopice: are spori fusiformi sau în formă de lămâie, ascuțiți și verucoși de colorit ruginiu cu o mărime de 12-16 x 5-7 microni, pulberea lor fiind de culoare roșu-ruginie.[2][3]
- Reacții chimice: Carnea se colorează cu acid sulfuric galben (cuticula mai slab), cu fenol gri-albui, cu azotat de argint carnea și lamelele imediat negru-verzui până negru (cuticula mai slab), carnea cu Hidroxid de potasiu gri și cu sulfat de fier mai întâi brun-gălbui, apoi gri.[6][7]

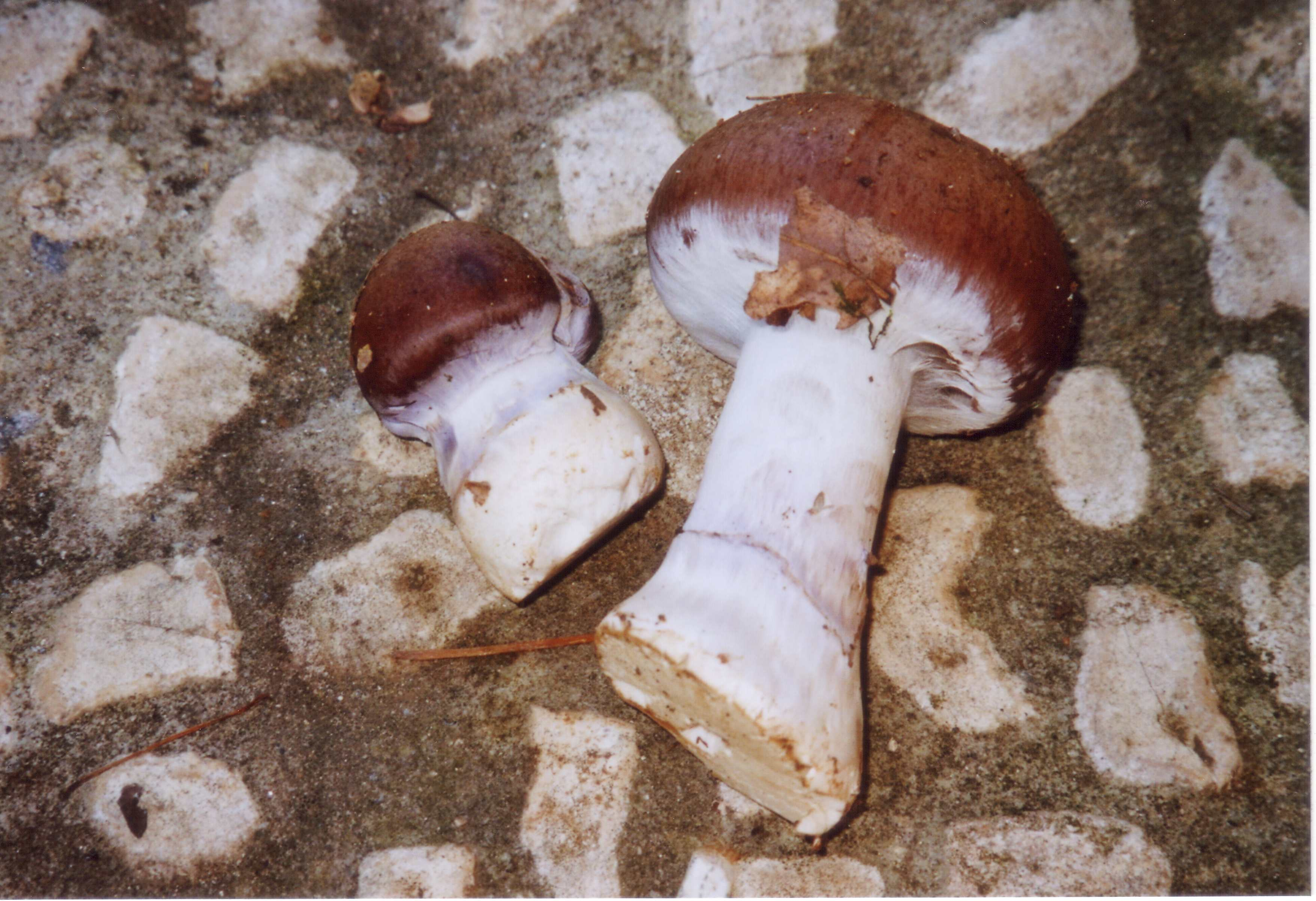
C. praestans, picior, văl parțial
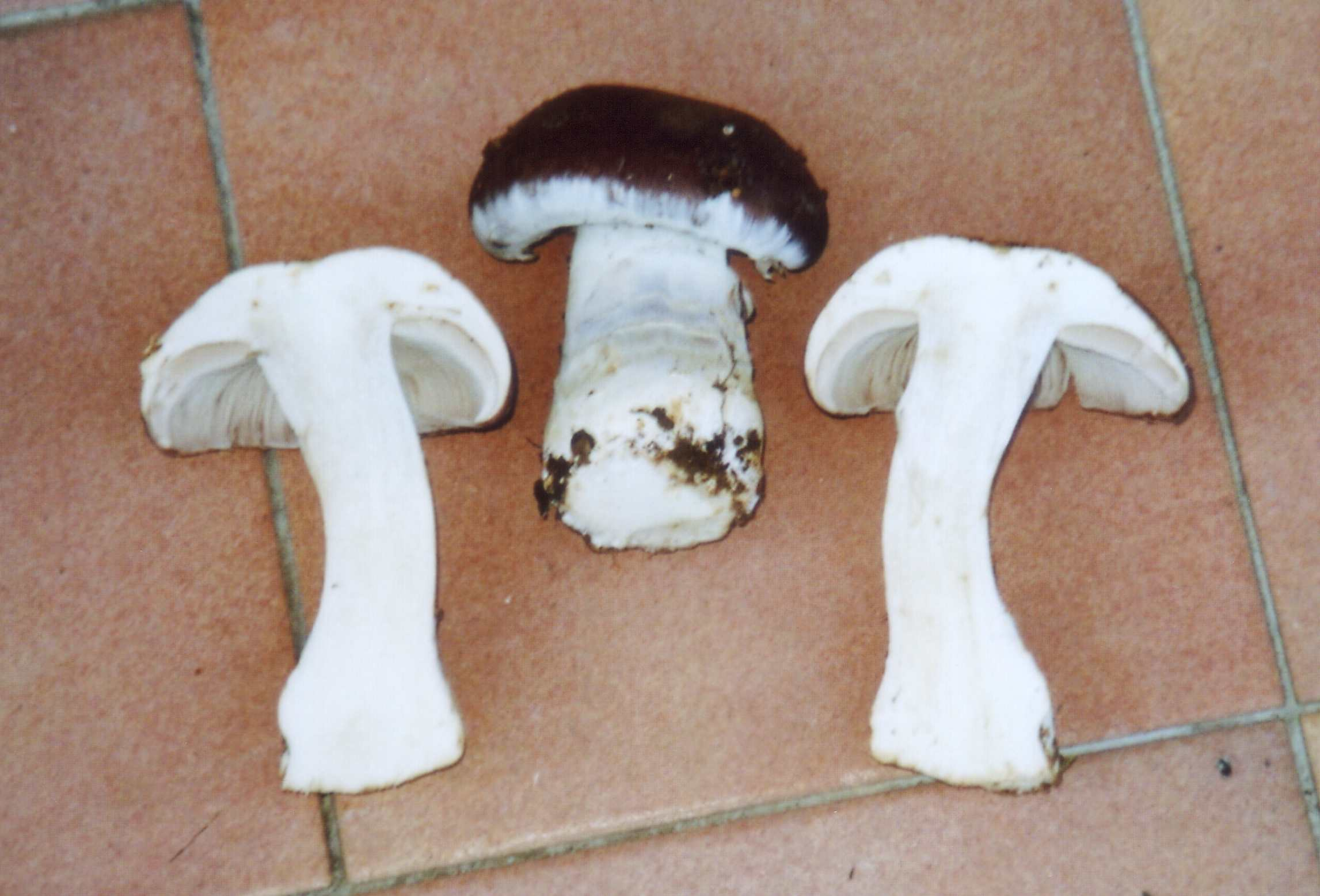
C. praestans, secțiune longitudinală
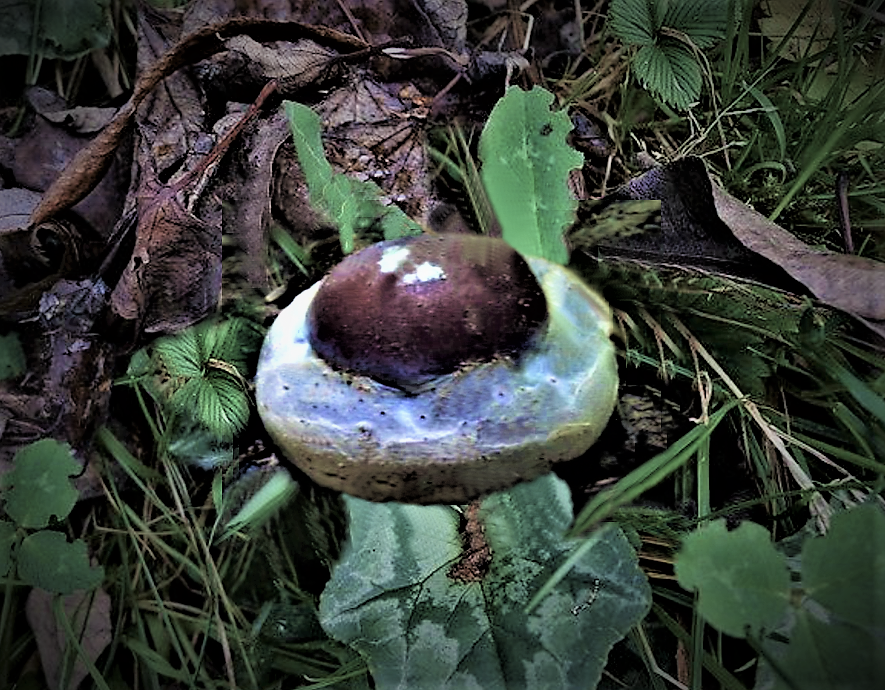
C. praestans foarte tânăr
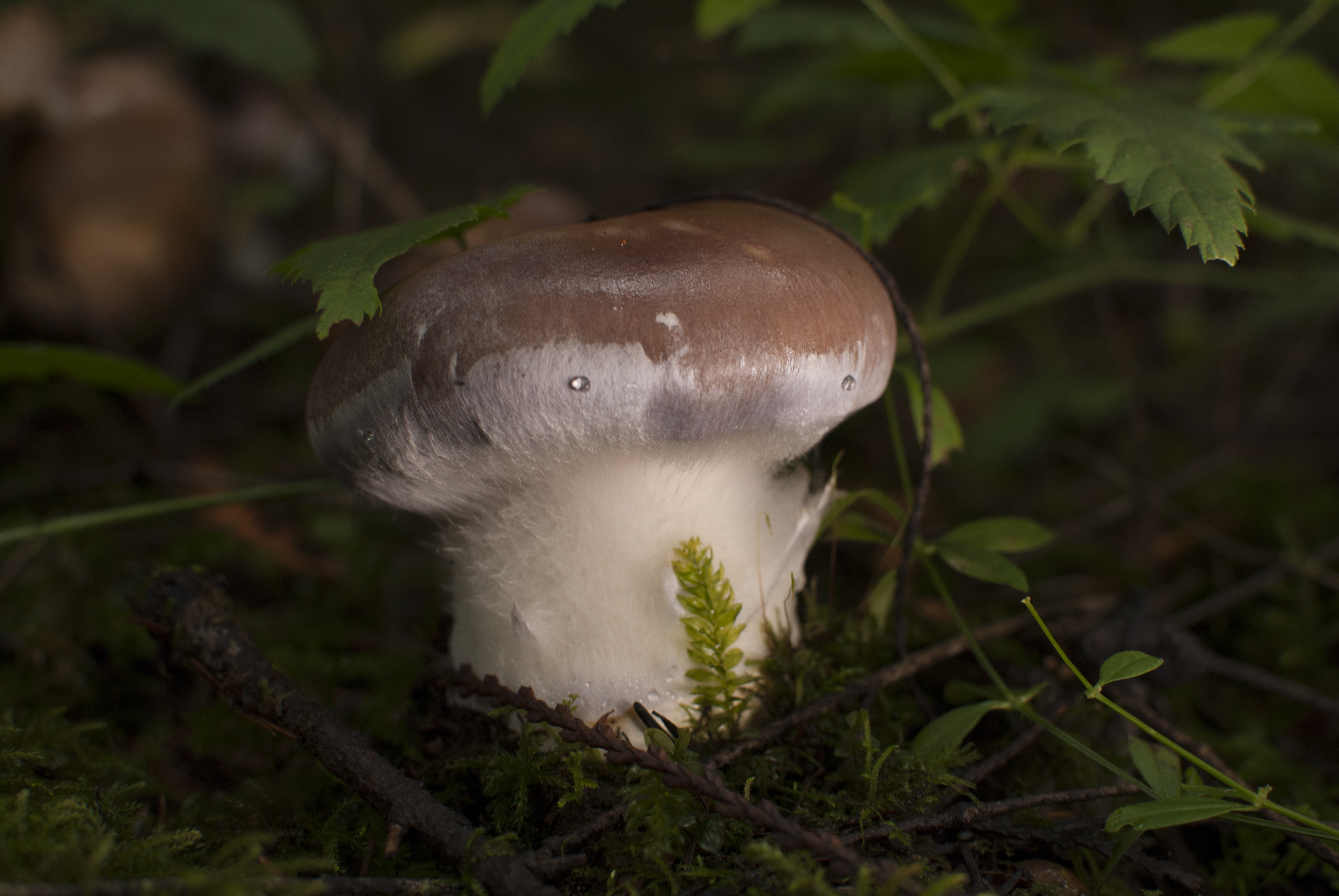
C. praestans tânăr
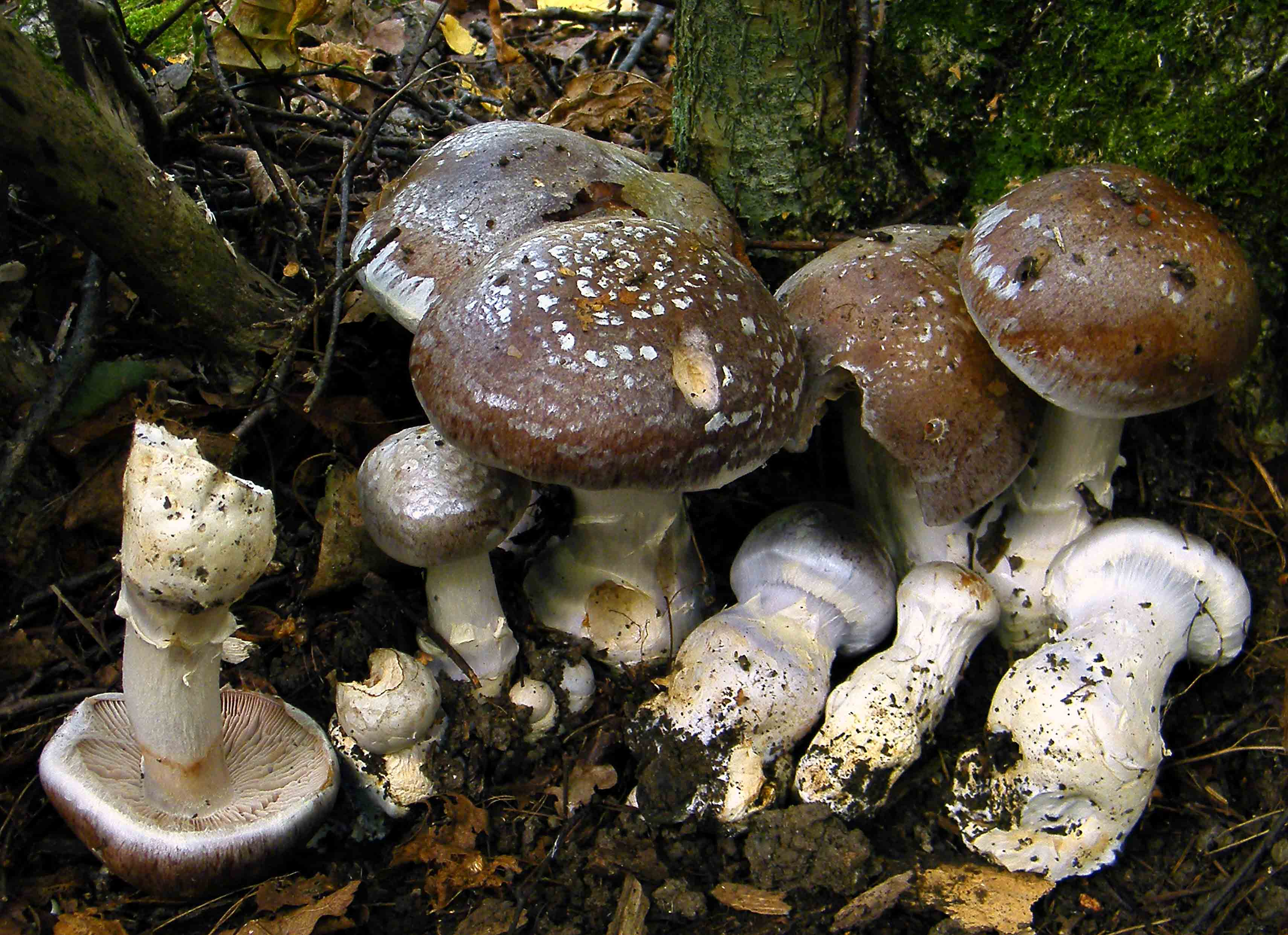
C. praestans, evoluție

## Confuzii
Acest burete este de abia plin dezvoltat ușor de recunoscut datorit mărimii evidente. Poate fi confundat (adesea în stadiu mai tânăr) cu următoarele ciuperci: 
| - Catathelasma imperiale (comestibil), - Cortinarius allutus, comestibil (mai mic, lamele albicioase la început, apoi ruginii) - Cortinarius collinitus, comestibil (lamele albicioase la început, apoi maroniu-roșcate și picior acoperit la început de un văl lipicios lila-purpuriu) - Cortinarius cumatilis (comestibil), - Cortinarius elegantior, comestibil (lamele albicios-galbene, apoi de măsliniu deschis, în sfârșit maronii ca scorțișoara și picior gălbui, acoperit la început de un văl palid) - Cortinarius fluminoides, comestibil (lamele cu culoare de lut deschis, apoi maronii și pălărie cu un colorit de ocru închis) - Cortinarius herbarum, comestibil (lamele de colorit crem-albui apoi ocru și pălărie de culoare albă) - Cortinarius largus (necomestibil), | - Cortinarius sebaceus, comestibil (lamele inițial albicioase, apoi ocru până la maroniu deschis și picior alb-mătăsos) - Cortinarius torvus (necomestibil), - Cortinarius traganus, otrăvitor (lamele ocru roșcate, devenind apoi ruginiu până brune, inițial acoperite de o cortină violetă, carne șofrănie) - Cortinarius variicolor (necomestibil (pălărie mai întâi de culoare lila-violet, trecând repede la maroniu, coloritul lamelelor mai întâi gri-albăstrui, apoi brun de scorțișoară, miros de pământ) - Cortinarius varius, comestibil (lamele palid violete, devenind apoi palid albăstruie, palid lila și pălărie de culoare mai deschisă cu tonuri de galben și ocru) - Tricholoma colossus (comestibil), |

Câteodată, soiul se confundă (de asemenea în stadiu tânăr) cu unele specii ale genului Hebeloma,  cu toate necomestibile prin gustul și/sau mirosul lor nepotrivit, ca de exemplu cu Hebeloma laterinum sin. Hebeloma edurum (pălărie crem până ocru-maroniu cu tonuri roșiatice, lamele la început albicioase, apoi maronii, picior albicios-ocru.

## Imagini de specii similare

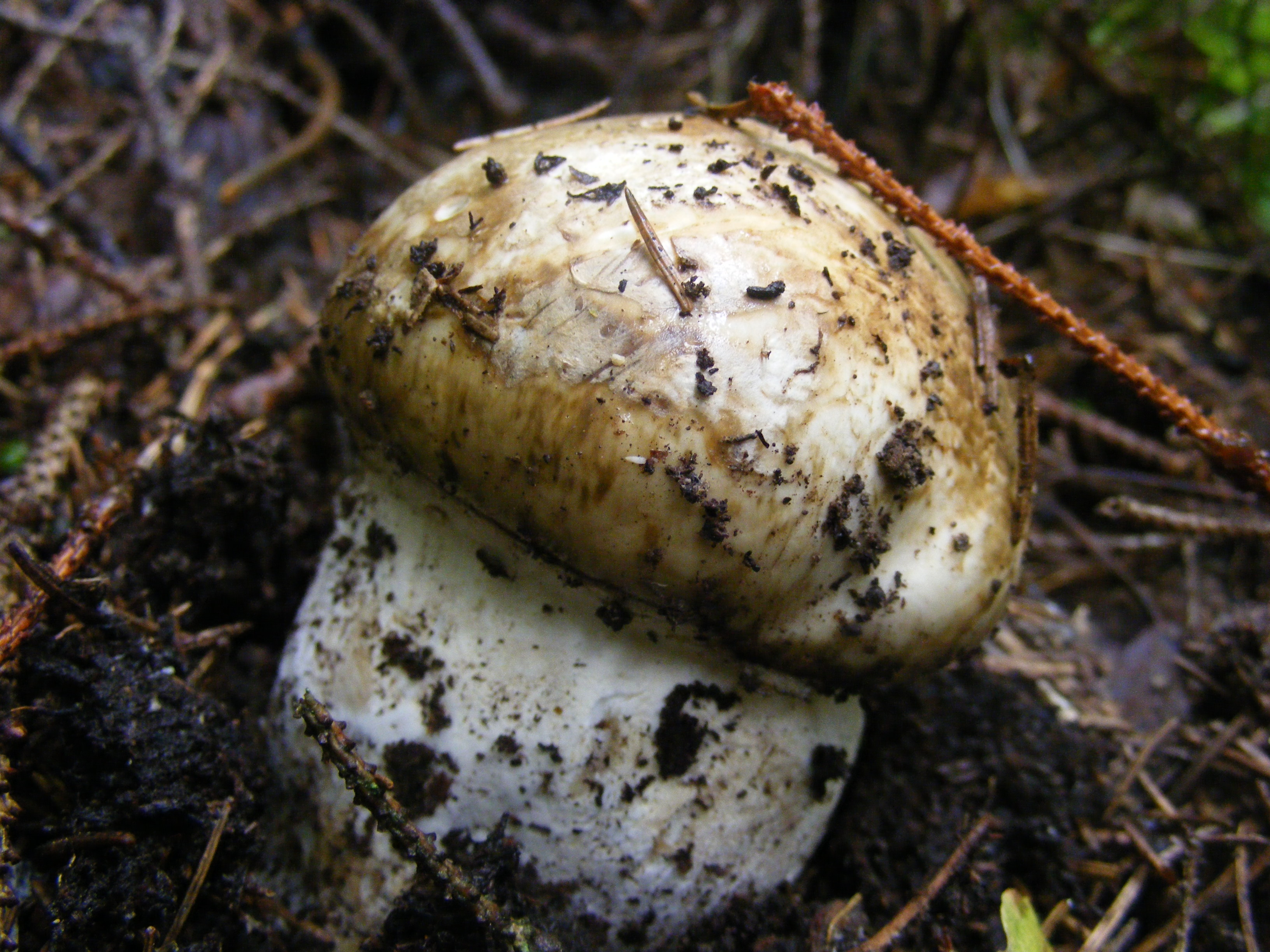
Catathelasma imperiale
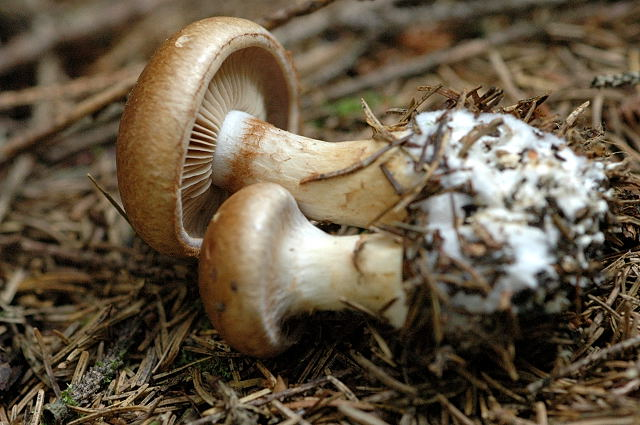
Cortinarius.allutus
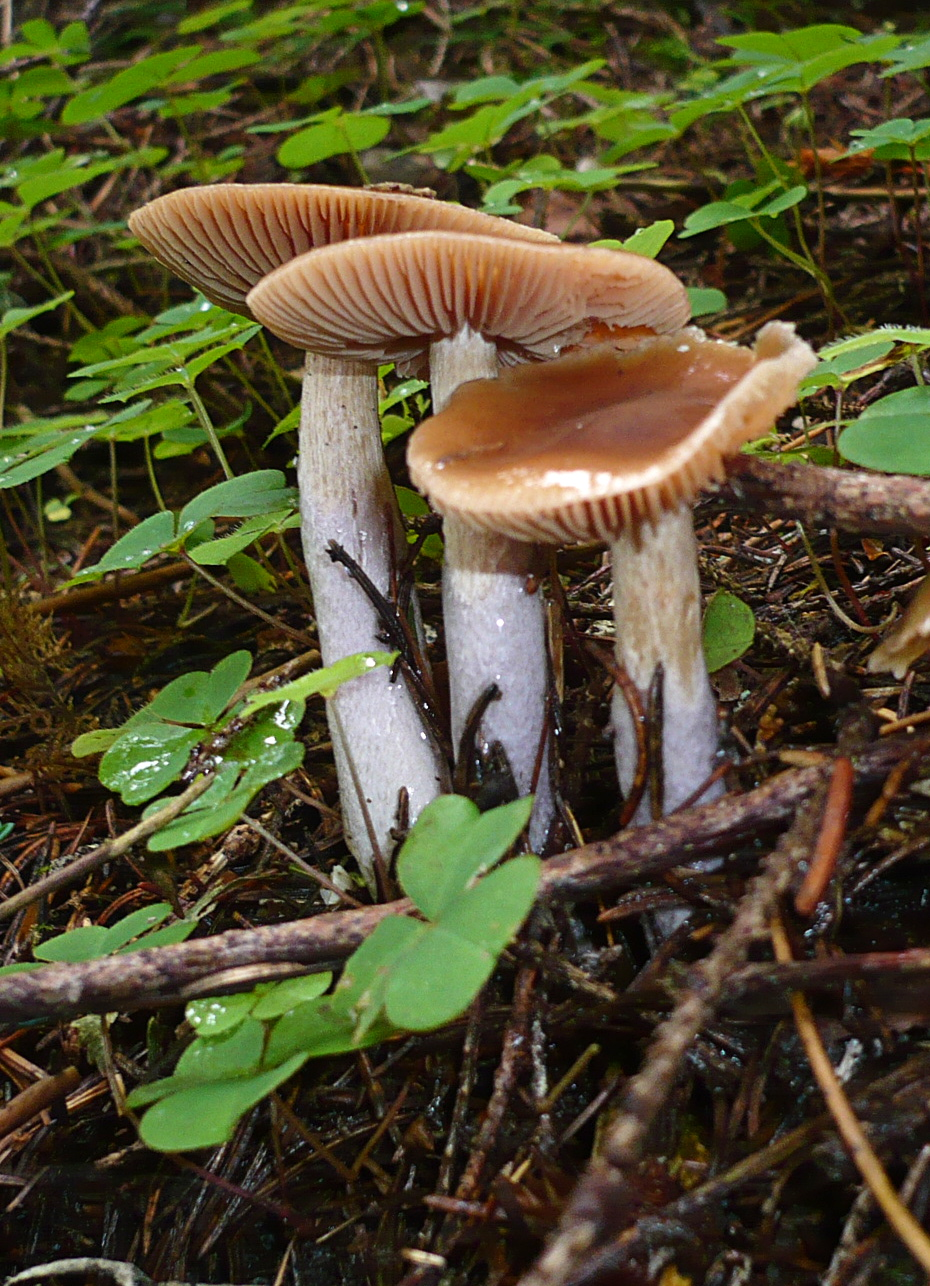
Cortinarius collinitus
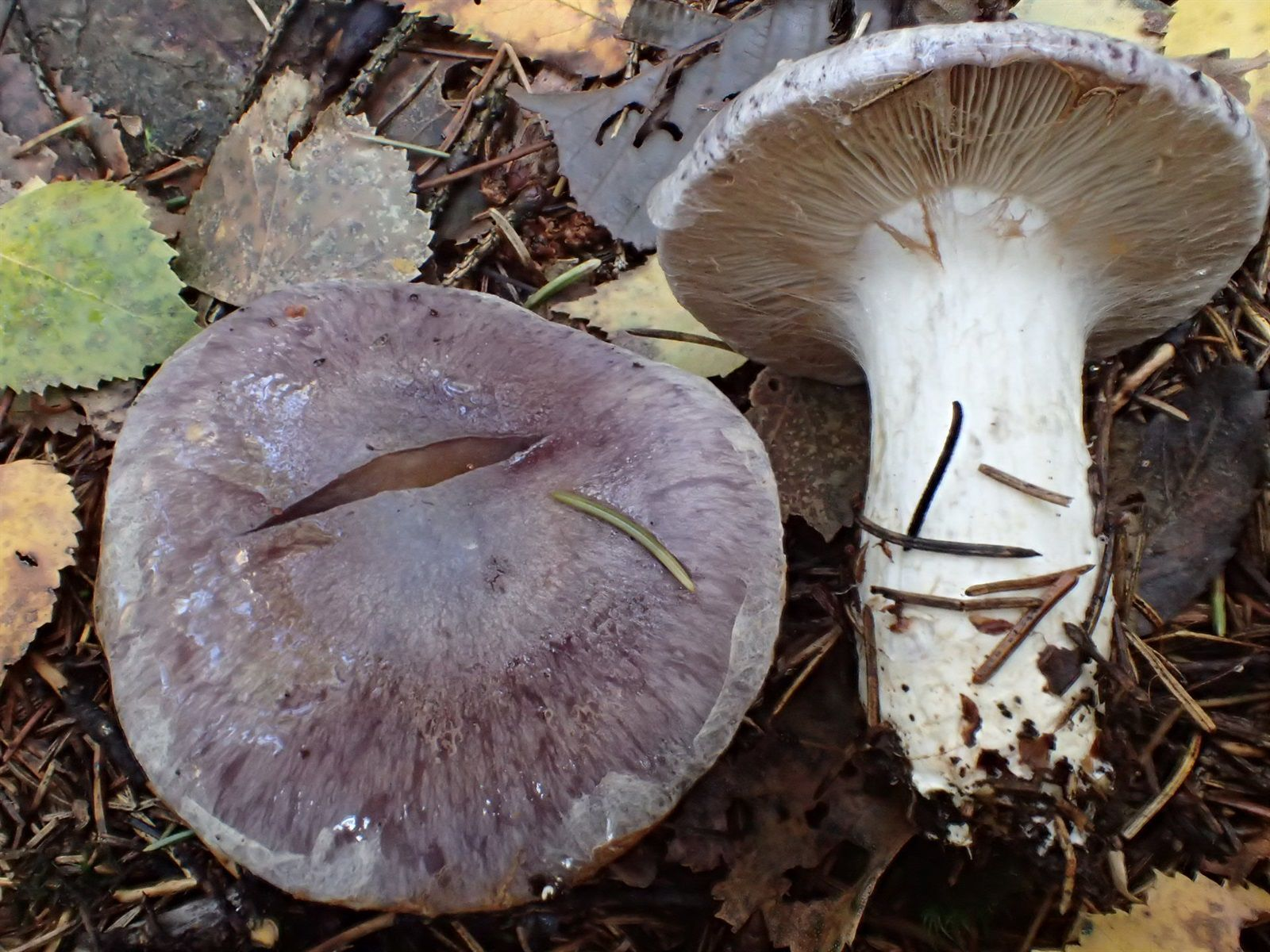
Cortinarius cumatilis
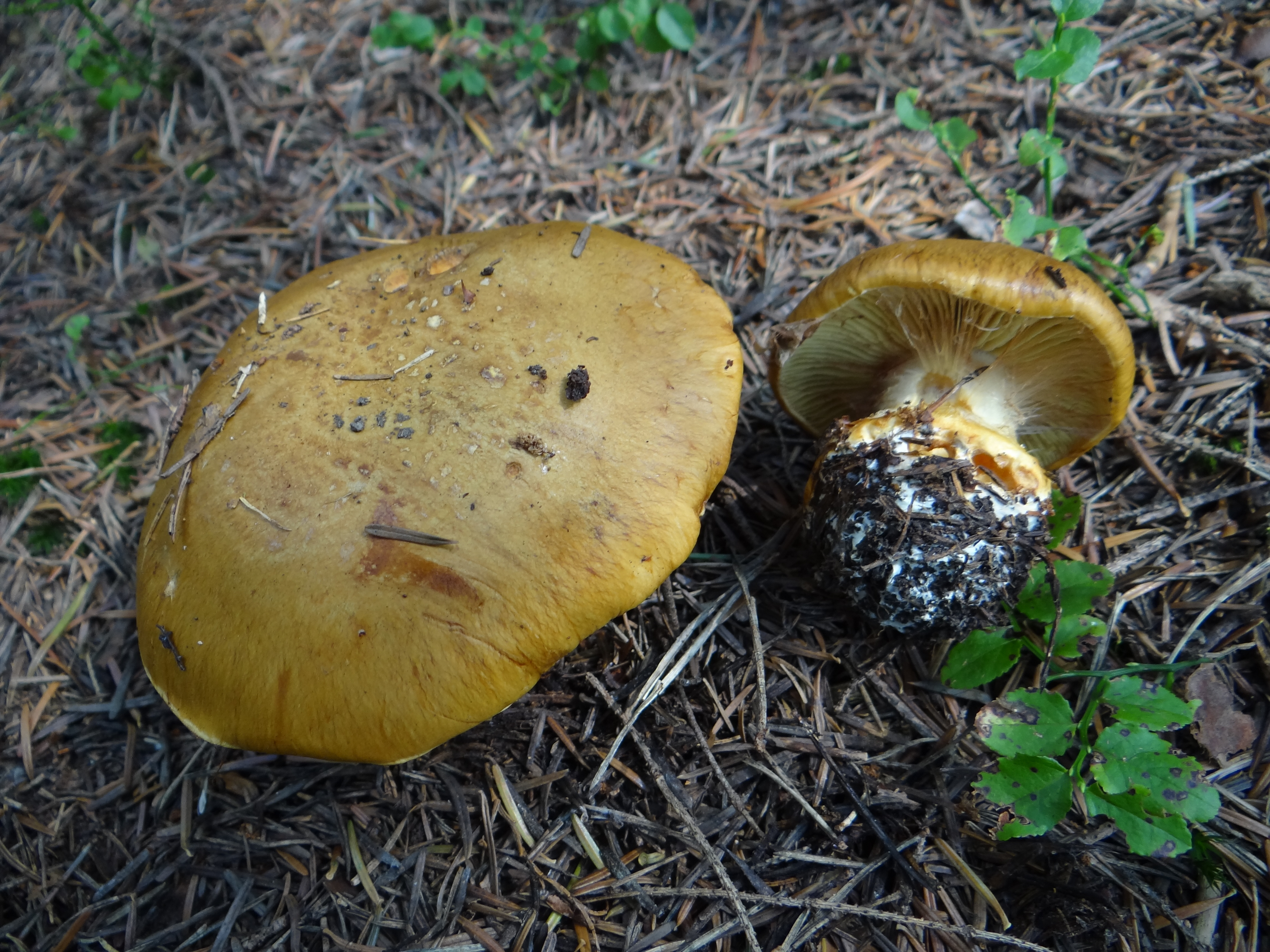
Cortinarius elegantior
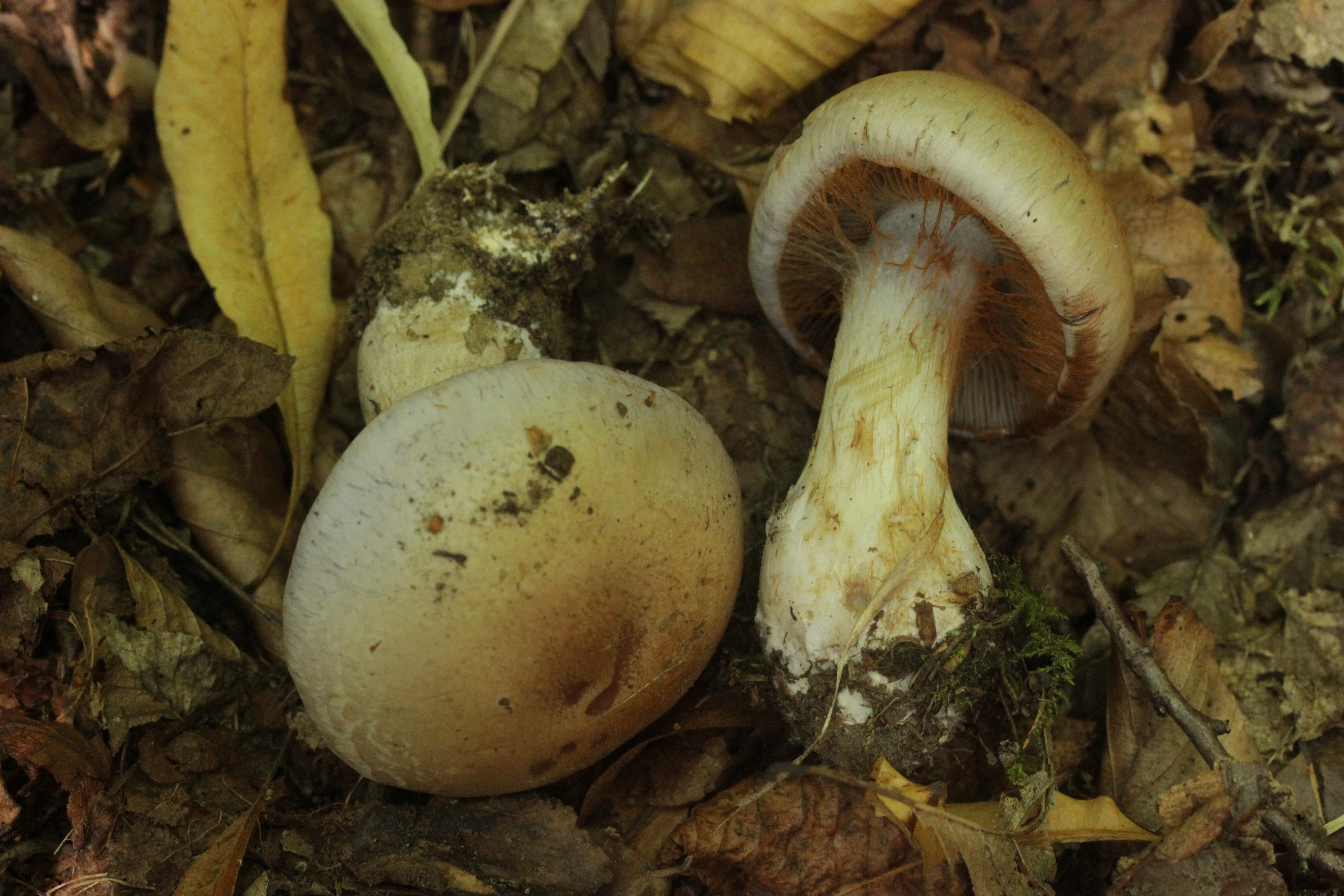
!Cortinarius largus!

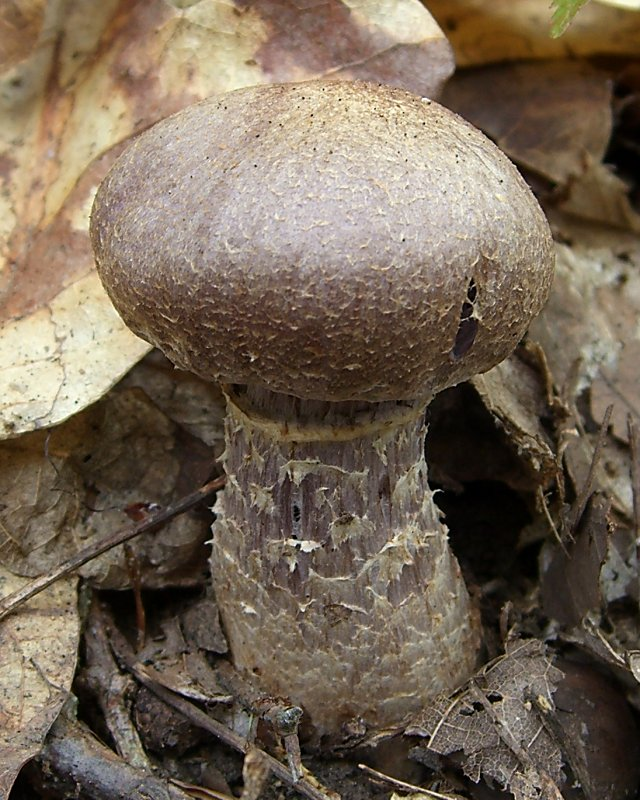
!Cortinarius torvus!
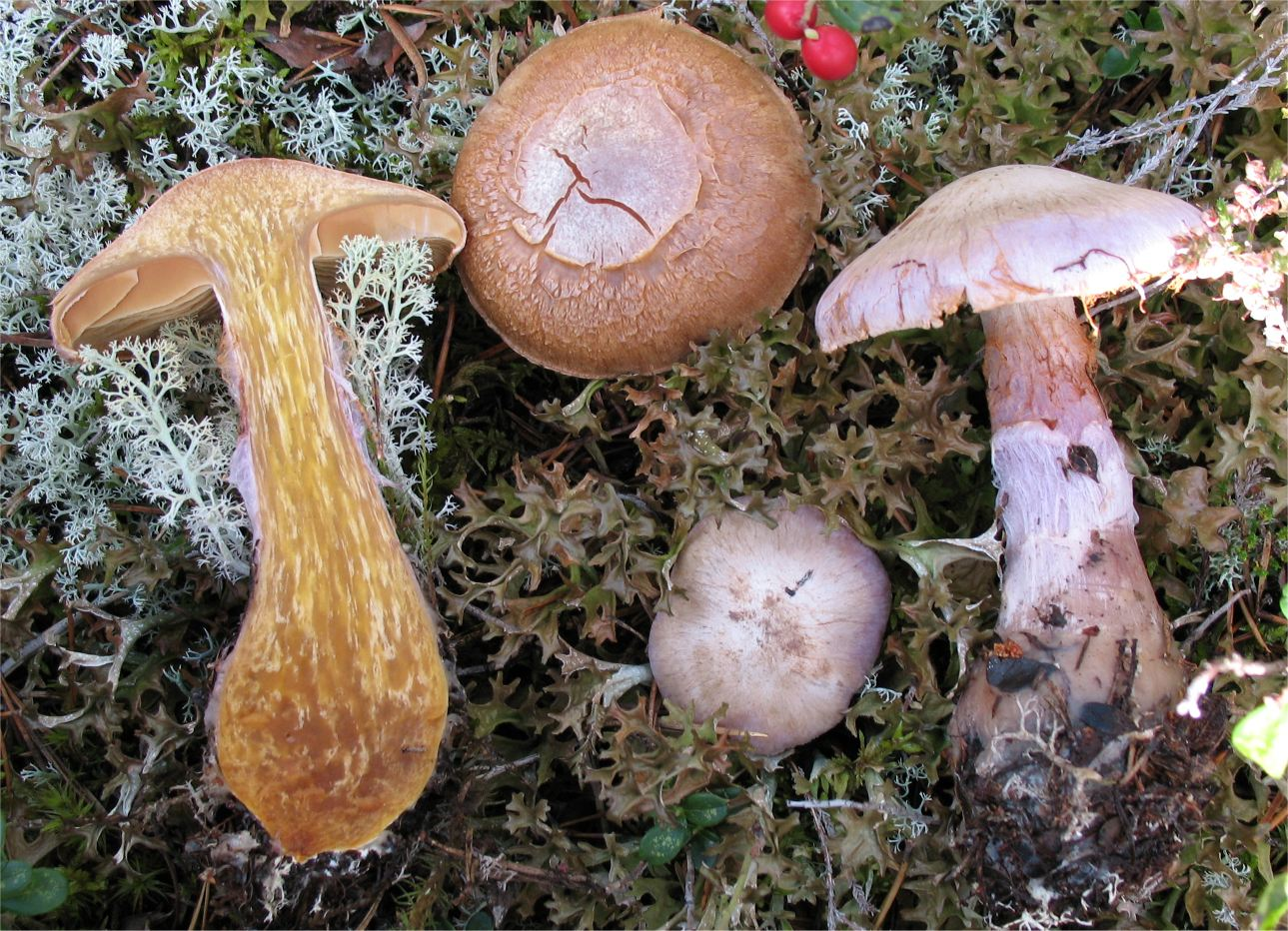
!! Cortinarius traganus !!
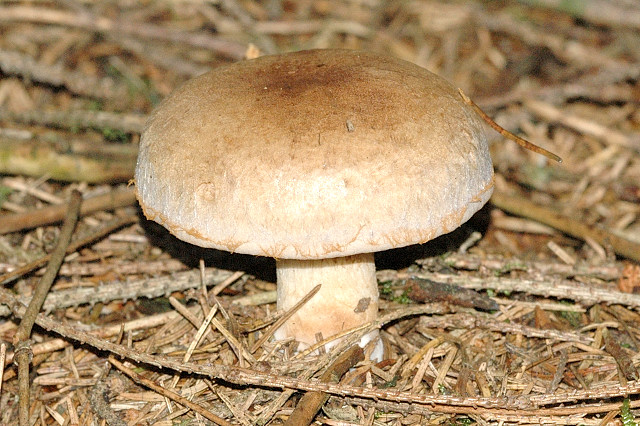
!Cortinarius variicolor!
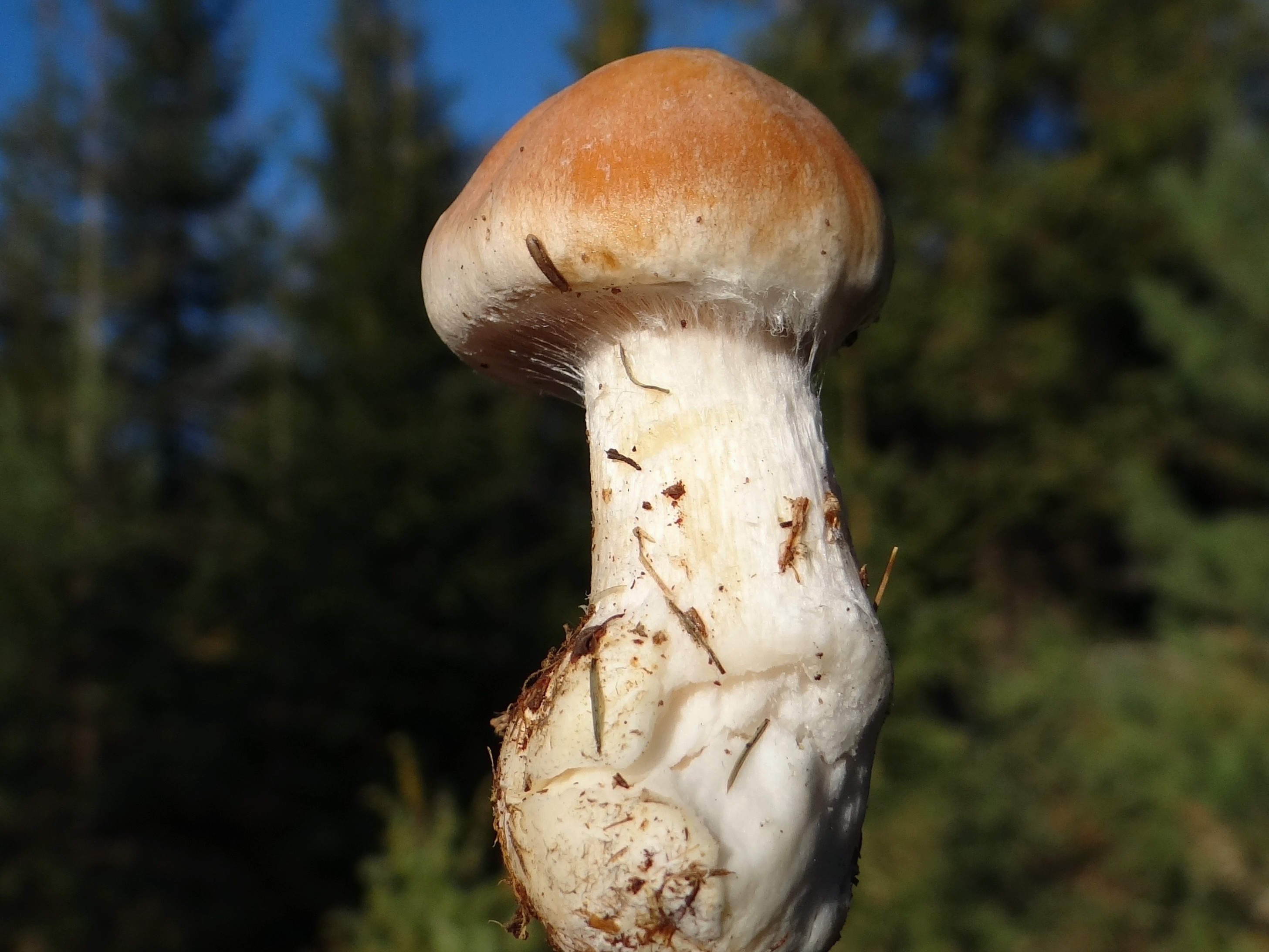
Cortinarius varius
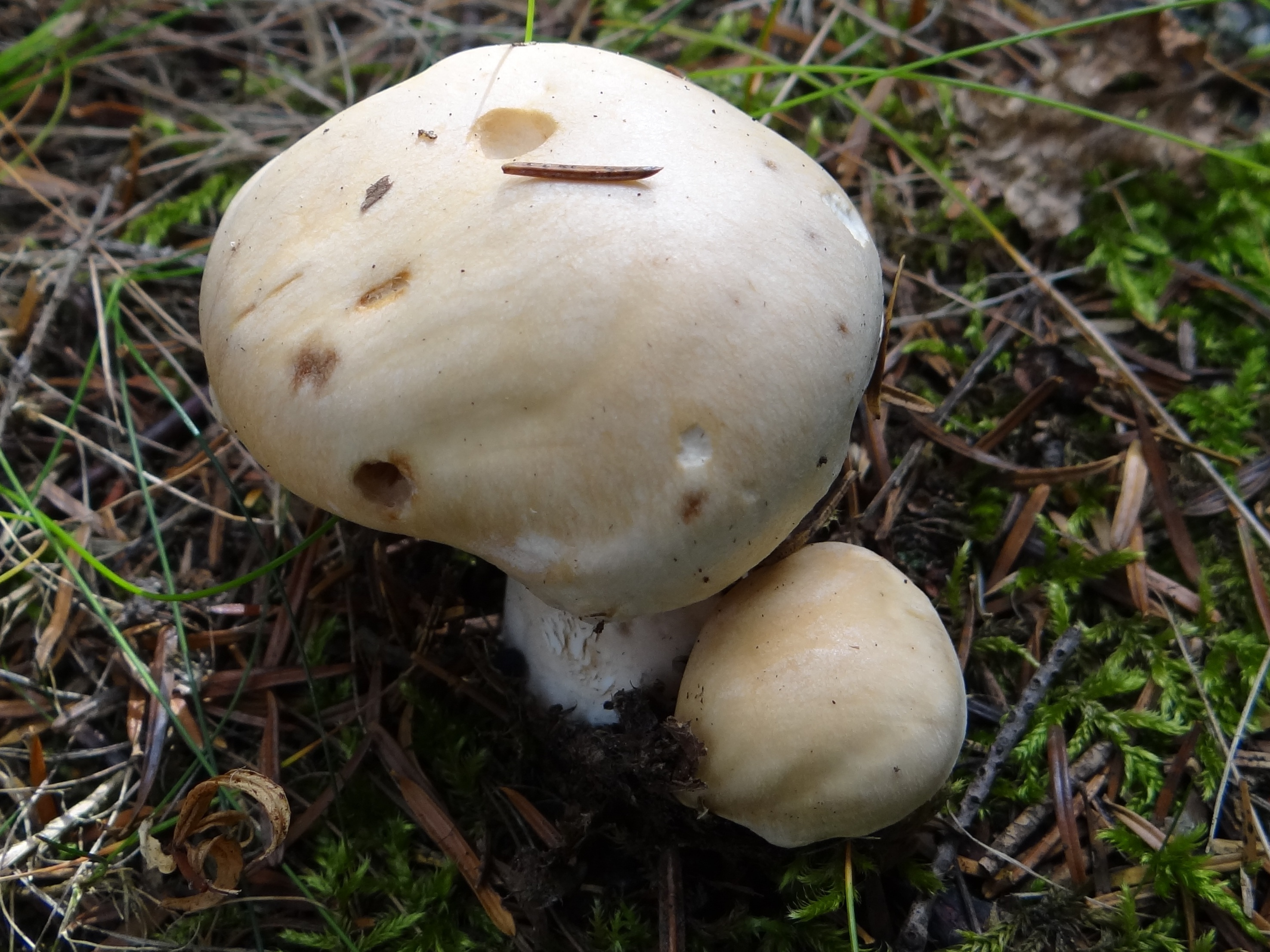
! Hebeloma edurum !
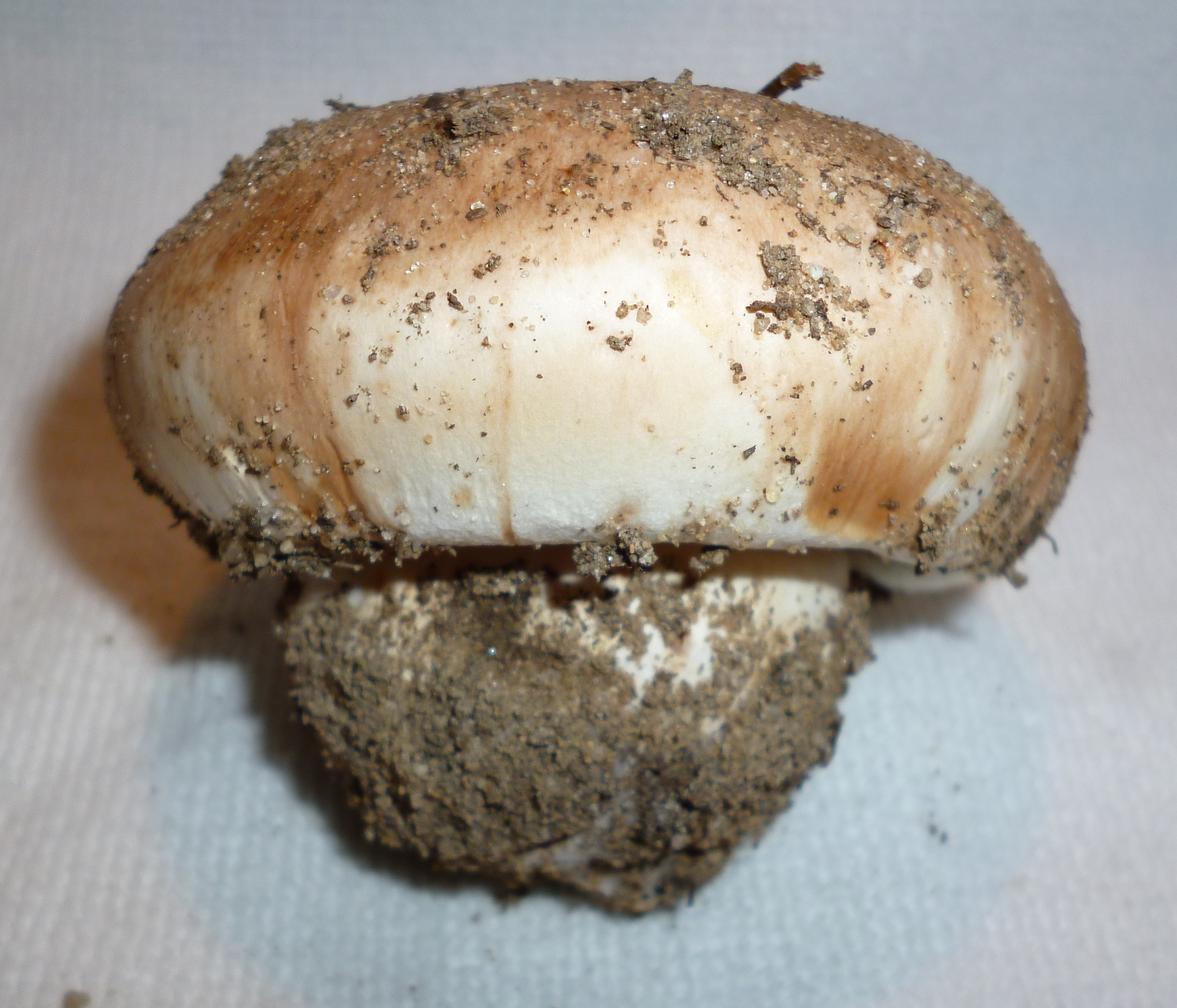
Tricholoma colossus

## Valorificare
Această ciupercă este foarte savuroasă, fiind vândută în Franța și Elveția]] la paiață. Se oferă ca adăugare la mâncăruri cu alte ciuperci, în primul rând cu hribii. Buretele este predestinat pentru prepararea în legătură cu legume fine sau adăugați la jumări de ou, omletă precum sufleu sau folosiți pentru un foietaj cu șuncă sau într-o plăcintă (de exemplu „în stilul reginei”, cu carne de vițel sau pui, sparanghel și mazăre).